# Pablo Ricardi
Pablo Ricardi (Buenos Aires, 25 de febrer de 1962), és un jugador d'escacs argentí, que té el títol de Gran Mestre des de 1985.
A la llista d'Elo de la FIDE del juliol de 2020, hi tenia un Elo de 2458 punts, cosa que en feia el jugador número 19 (en actiu) de l'Argentina. El seu màxim Elo va ser de 2553 punts, a la llista de l'abril de 2004.

## Resultats destacats en competició
Ricardi ha guanyat cinc cops el Campionat de l'Argentina, els anys 1994, 1995, 1996, 1998 i 1999, i n'ha estat subcampió en una ocasió el 2005 per darrere del GM Diego Flores.
Va ser campió Panamericà l'any 1987 a La Paz.
Va participar, representant l'Argentina en onze olimpíades d'escacs els anys 1984, 1986, 1988, 1990, 1992, 1994, 1996, 1998, 2002, 2004 i 2006, i en dos Campionats Panamericans d'escacs per equips els anys 1985 i 1995, aconseguint l'any 1985, a Villa Gesell, la medalla d'or per equips i la medalla d'or individual al primer tauler reserva, i l'any 1995, a Cascavel, la medalla de plata per equips i la medalla d'or individual en el segon tauler.

## Periodista d'escacs
Escriu tots els divendres la seva columna Frente al Tablero, a la secció d'esports del diari La Nación de Buenos Aires, una secció sobre escacs que va tenir com a antecessors, entre d'altres, els mestres Roberto Grau o Julio Bolbochán.